# Pfarrhaus Rott (Landkreis Landsberg am Lech)

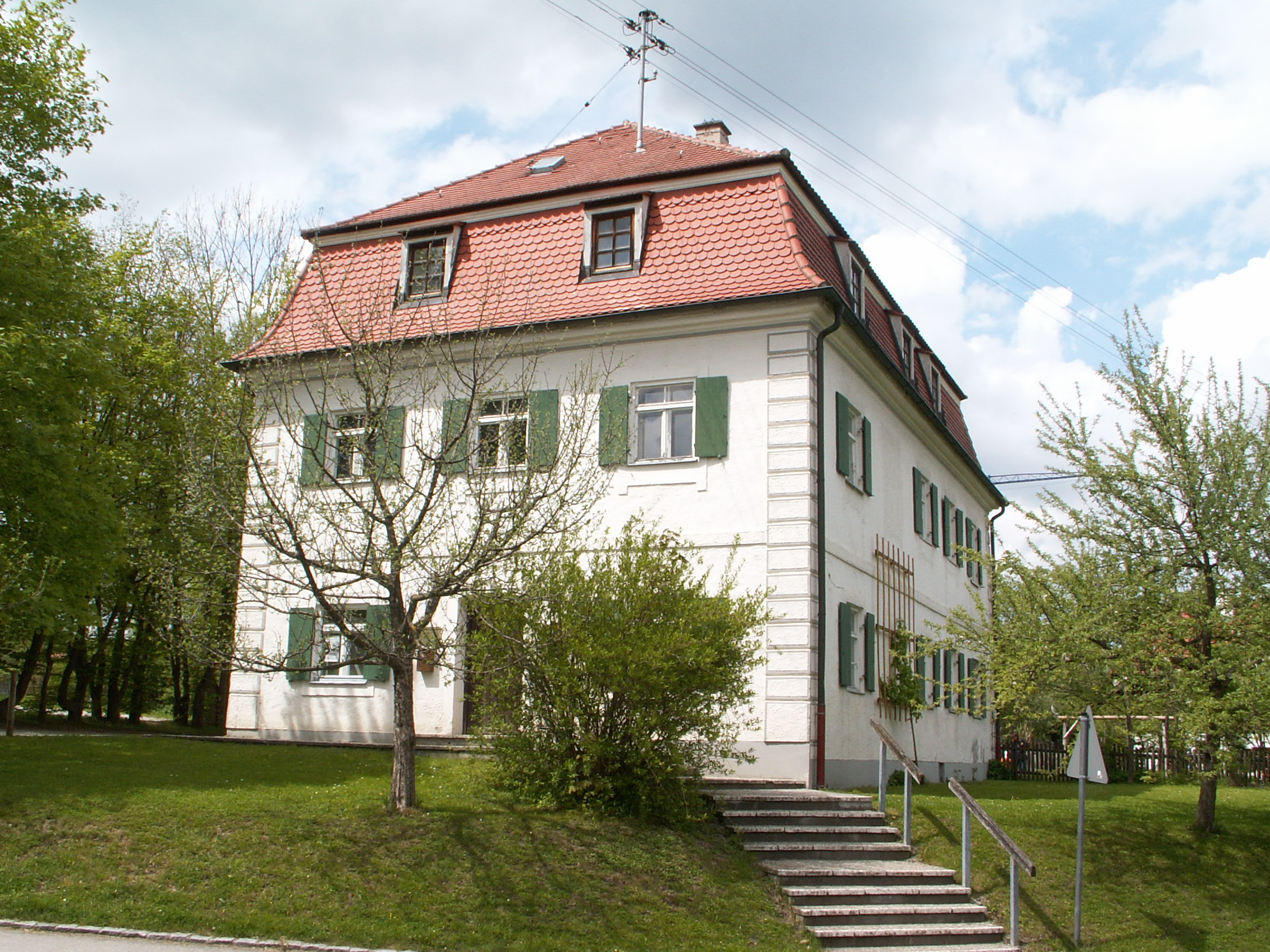
Ehemaliges Pfarrhaus in Rott

Das Pfarrhaus in Rott, einer Gemeinde im oberbayerischen Landkreis Landsberg am Lech, wurde 1809/10 errichtet. Das ehemalige Pfarrhaus an der Michael-Merk-Straße 2, nördlich der alten katholischen Pfarrkirche St. Johannes der Täufer, ist ein geschütztes Baudenkmal.
Der zweigeschossige Mansardwalmdachbau mit Geschossgesimsen und aufgeputzter Eckquaderung besitzt vier zu drei Fensterachsen. Als Gliederung dienen ein Stockwerksgesims an der Süd- und Ostseite sowie ein umlaufendes Traufgesims. Der stichbogige Eingang liegt an der Schmalseite zur Kirche. Im Dach sitzen kurze Schleppgauben.
Das Innere ist weitgehend modernisiert.